# 奥帕瓦
奥帕瓦（捷克語：Opava），旧称特罗保（德語：Troppau）是位于捷克摩拉维亚-西里西亚州奥帕瓦河畔的一座城市，人口约5.5萬。在歷史上是捷克西里西亞的首都。

## 名称
这座城市以奥帕瓦河命名。这条河的名字来源于古老的凯尔特语apa、opa，意为“水”。

## 行政区划

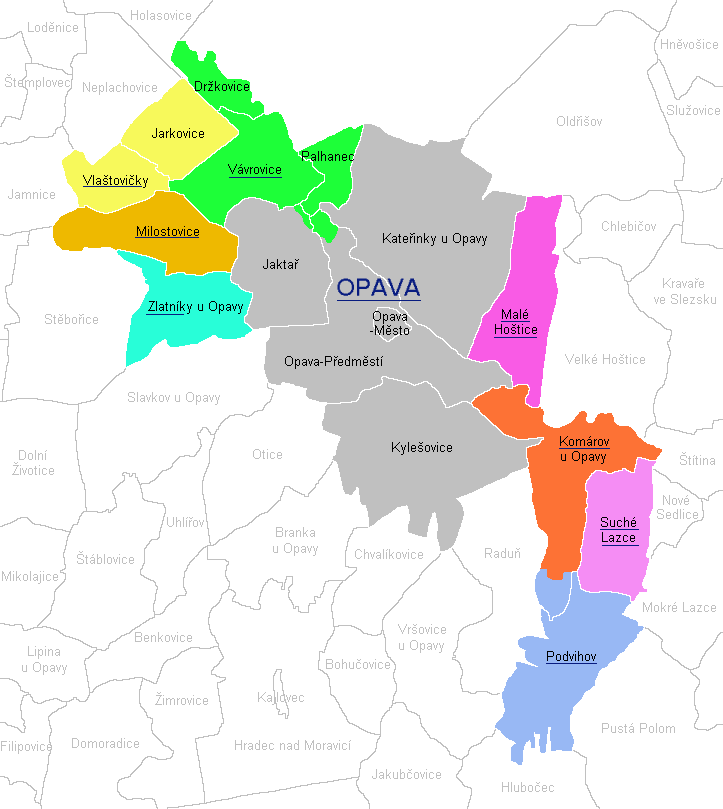
奥帕瓦行政区划图

奥帕瓦由郊区的八个自治区和直接管理的中心区组成。该市进一步划分为14个行政区（括号内）：
- 奥帕瓦（Město、Předměstí（大部分）、Kateřinky、Kylešovice和Jaktař（大部分））
- Komárov
- MaléHoštice
- Milostovice
- Podvihov（Komárovské Chaloupky和Podvihov）
- Suché Lazce
- Vávrovice（Vávrovice，Předměstí（小部分）和Jaktař（小部分））
- Vlaštovičky
- Zlatníky

## 地理
奥帕瓦位于俄斯特拉发西北约27公里（17英里）处。其大部分领土位于西里西亚低地内的奥帕瓦丘陵地带，但也延伸到东南部和西北部的低耶塞尼克山脉。该市领土的最高点是胡尔卡，海拔530米（1740英尺）。
奥帕瓦位于奥帕瓦河和摩拉维采河的交汇处。奥帕瓦河流经市中心。
斯特日布尔内湖是城市郊区的一个人工湖，由前石膏采石场的洪水造成。它被用于娱乐目的。

## 历史

### 中世纪
Opava的首次书面提及是在1195年。1224年，奥帕瓦获得了城镇特权。特罗保（奥帕瓦）公国成立后，奥帕瓦成为其首都。
1427年至1431年，公国由胡斯派统治。1485年，它被马加什一世收购，并由匈牙利人统治至1526年。1613年，列支敦士登的卡尔一世成为奥帕瓦公爵，并将公国与克尔诺夫公国合并。

### 近代
1740年奥地利王位继承战争期间，西里西亚的大部分地区被普鲁士王国吞并后，仍受哈布斯堡王朝控制的西里西亚剩余领土被称为奥地利西里西亚，其首都位于奥帕瓦（1742-1918）。1820年10月24日至12月23日，特拉波会议在此地召开。

### 现代

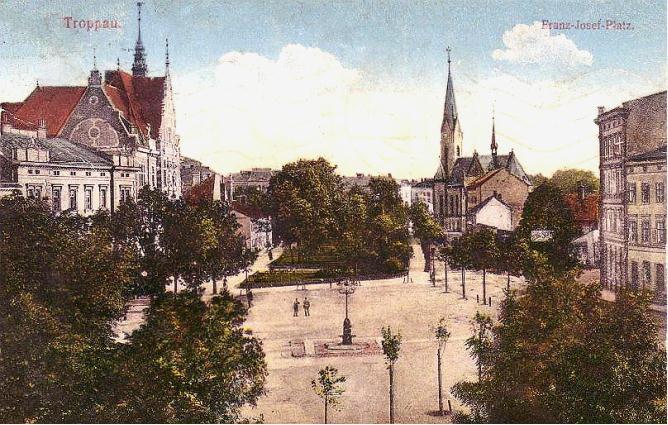
1900年的奥帕瓦城

根据1910年奥地利人口普查，该市有30,762名居民，其中29,587人在那里拥有永久居留权。人口普查询问了人们的母语，结果显示27240人（92%）说德语，2039人（6.9%）说捷克语，274人（0.9%）说波兰语。犹太人不允许宣称意第绪语，因此他们中的大多数人宣布德语为母语。主要宗教群体是罗马天主教，有28,379人（92.2%），其次是新教徒，有1155人（3.7%），犹太人有1112人（3.6%）。
奥匈帝国在第一次世界大战中战败后，奥帕瓦于1919年成为捷克斯洛伐克的一部分。
1938年，根据慕尼黑协定，奥帕瓦被割让给纳粹德国。它作为苏台德兰帝国大区的一部分进行管理。1945年4月22日，苏联红军以巨大的战争损失为代价解放了奥帕瓦。1945年至1946年，德语人口根据贝尼斯法令被驱逐，该市被捷克人重新安置。1946年1月1日，亚克塔日、卡特林基和基莱肖维采市并入奥帕瓦。战争结束后，整个新的住宅区和工业厂房都建成了。
虽然奥帕瓦公国已经不复存在，但特罗保公爵的头衔仍在继续，列支敦士登亲王汉斯·亚当二世是现任公爵。

## 人口
根据2021年的统计，奥帕瓦人口为55,146人，比10年前减少了5.5%。

## 经济
奥帕瓦是工程、食品、造纸和制药行业的所在地。最大的公司是梯瓦，一家药品制造商，其前身于1883年在奥帕瓦成立。它雇佣了大约1600名员工。
最大的非工业雇主是医院和精神病院。

## 文化

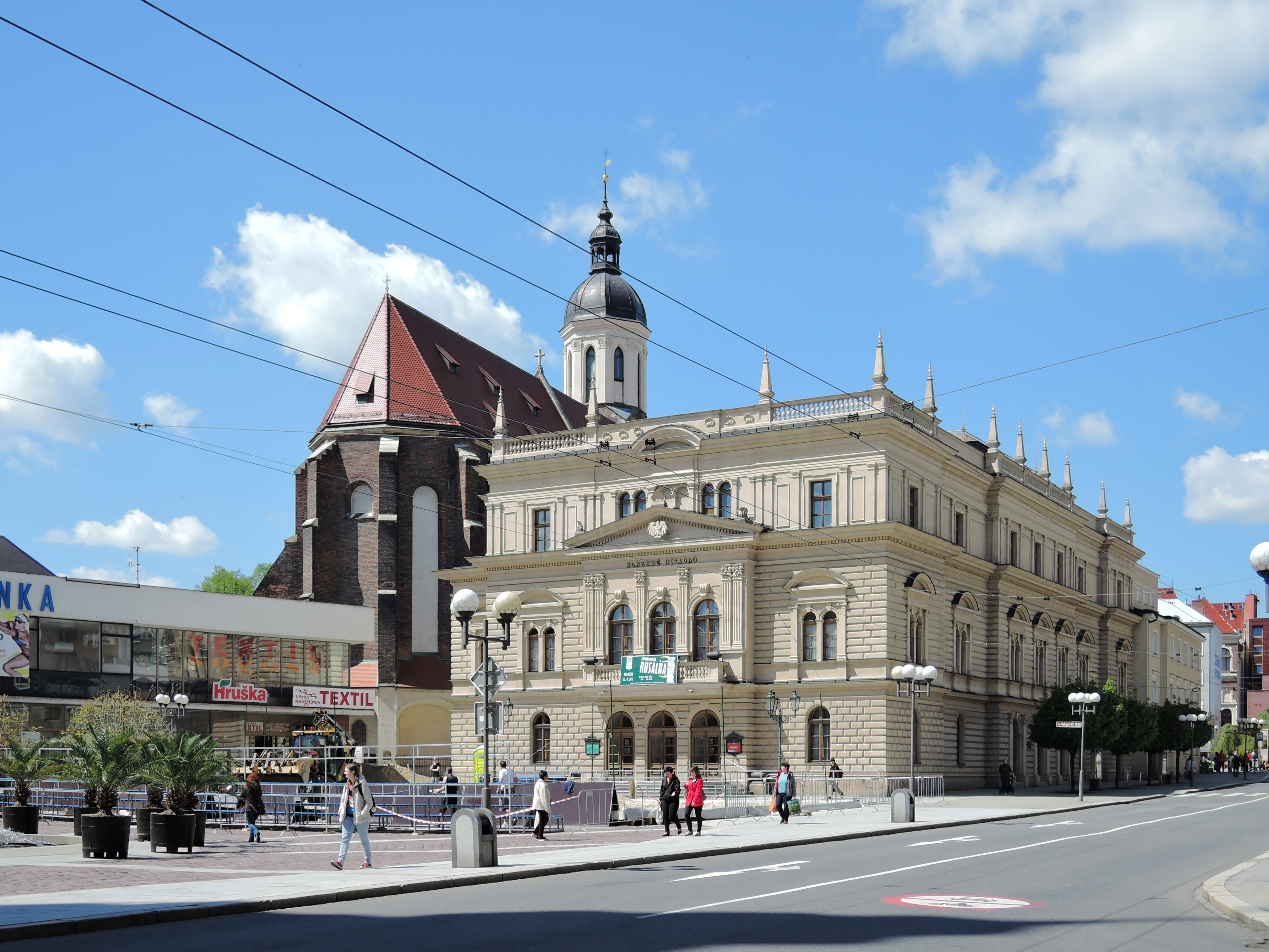
西里西亚剧院，背景可以看到地标建筑圣母升天共主教堂

奥帕瓦是奥帕瓦西里西亚的重要文化中心。奥帕瓦的西里西亚剧院始建于1805年。

## 教育

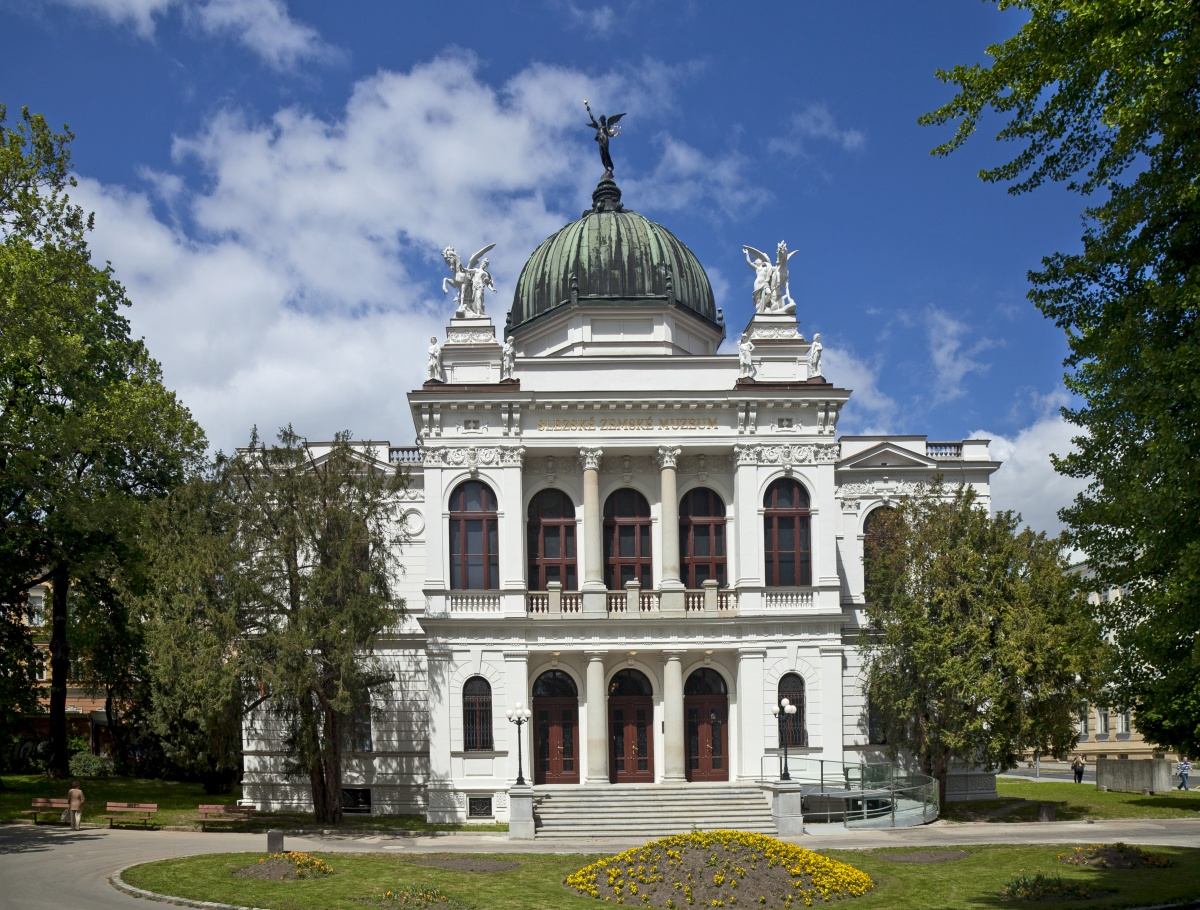
西里西亚博物馆

奥帕瓦是西里西亚大学的所在地，西里西亚大学是该国唯一一所不位于地区首府的公立大学。它成立于1991年。

## 体育
足球俱乐部SFC奥帕瓦目前效力于捷克国家足球联赛，这是捷克足球联赛体系的次级联赛。

## 景点
奥帕瓦的两个主要地标之一是上广场上的市政厅及其被称为Hláska的白色塔楼。一层楼的市政厅和塔楼建于1614年至1618年。然而，塔周围不太具有代表性的市政厅建筑于1902年被拆除，并被新文艺复兴风格的新建筑所取代。
第二个主要地标是圣母升天共主教堂。它是捷克共和国最大的建筑，采用所谓的西里西亚砖哥特式风格建造。一座实心棱柱塔建于13世纪末，一座更高的南塔建于14世纪初，这两座塔最初都是作为市政厅的一部分。塔楼之间的教堂建筑可追溯到14世纪中叶。1996年，该教堂成为俄斯特拉发-奥帕瓦教区的第二座主教座堂，因此成为共主教座堂。南教堂塔楼高102米（335英尺），是西里西亚最高的塔楼。
当地有三座纪念碑，作为国家文化纪念碑受到保护。除了共主教座堂外，还有可追溯到1394年的圣十字教堂和彼得·贝兹鲁奇市立文化之家；一座新文艺复兴时期的房子，根据利奥波德·鲍尔的设计建于1908年至1910年。
西里西亚博物馆建于1814年，是捷克共和国最古老的公共博物馆。它有大约240万件展品，是该国第三大博物馆。

## 名人
- 奥帕瓦的马丁（？-1278）历史学家和神职人员
- 约翰·帕利扎（1848-1925），奥地利天文学家
- 爱德华·冯·柏姆-厄尔默利（1856-1941），奥地利陆军元帅
- 费利克斯·沃伊尔施（1860-1944），德国作曲家
- 约瑟夫·马利亚·奥尔布里希（1867-1908），奥地利建筑师
- 彼得·贝兹鲁奇（1867-1958），诗人
- 马克斯·埃希格（1872-1927），法国音乐出版商
- 弗朗兹·巴尔东（1909-1958），神秘学家
- 乔伊·亚当森（1910-1980），博物学家和作家
- 赫尔穆特·尼德迈尔（1926-2014），奥地利商人
- 约瑟夫·格鲍尔（1942-2004），历史学家
- 鲍里斯·勒斯纳（1951-2006），演员
- 帕维尔·斯洛日尔（生于1955年），网球运动员
- 博赫丹·斯拉马（生于1967年），电影导演
- 卡米尔·姆鲁泽克（生于1977年），皮划艇运动员
- 娜塔莎·诺沃特娜（生于1977年），舞蹈家和编舞家
- 兹德涅克·波斯皮耶赫（生于1978年），足球运动员，曾效力于哥本哈根
- 苏珊娜·翁德拉什科娃（生于1980年），网球运动员
- 卢卡什·冯德拉切克（生于1986年），钢琴家
- 利伯尔·科扎克（生于1989年），足球运动员，曾效力于拉齐奥

## 友好城市
奧帕瓦與以下城市結為了友好城市：
- 波蘭 卡托維茲
- 美国 卡尼 (内布拉斯加州)
- 斯洛伐克 利普托夫斯基米库拉什
- 波蘭 拉齊布日
- 德国 罗特
- 匈牙利 布達佩斯第十四區
- 波蘭 日維茨